# Nagrizanje (metal)
Nagrizanje (kadšto i bajcanje, dekapiranje ili luženje) je kemijsko-tehnološka operacija pri kojoj se metalni predmeti uranjaju u tekućine kako bi se očistili od oksidnih slojeva nastalih korozijom (hrđa) ili pri valjanju (okujina). Kao sredstva za nagrizanje metala upotrebljavaju se uglavnom solna i sumporna kiselina različitih koncentracija, zatim fosforna, fluorovodična i druge kiseline. Kako bi se spriječilo prekomjerno otapanje metalne površine, kupeljima za močenje dodaju se zaštitna sredstva (inhibitori).

## Postupak klasičnog kemijskog nagrizanja
Metalne površine mogu sadržavati nečistoće koje mogu utjecati na daljnju obradu poput elektroplatiranja metala ili kemijskog bojenja odnosno premazivanja bojama ili lakovima. Za čišćenje ovih nečistoća obično se koriste različite kemijske otopine. Jake kiseline, poput klorovodične i sumporne kiseline su česte, ali različiti postupci koriste i razne druge kiseline. Također se za čišćenje metalnih površina mogu koristiti alkalne otopine većinom za aluminij,cink i kositar. Otopine obično također sadrže aditive kao što su inhibitori korozije. 
Mnogi vrući radni procesi i drugi procesi koji se događaju pri visokim temperaturama ostavljaju na metalu sloj oksida. Kako bi se uklonilo ovaj sloj, dio koji obrađujemo se izlaže djelovanju kisele otopine. Prije operacije hladnog valjanja, vruće valjani čelik se obično obrađuje kiselim otopinama.
Primarna kiselina koja se koristi u obradi čelika je klorovodična kiselina, iako je sumporna kiselina ranije bila češća. Klorovodična kiselina je skuplja od sumporne kiseline, ali djeluje brže, a minimizira gubitak baznih metala. Može se koristiti i dušična te fosforna kiselina no znatno rjeđe i uglavnom u posebne svrhe.
Ugljični čelici, čiji je udio primjesa manji od ili jednak 6 %, često se obrađuju u klorovodičnoj ili sumpornoj kiselini. Čelici s udjelom primjesa većim od 6 % moraju se tretirati u dva koraka i koriste se druge kiseline, poput fosforne, dušične i fluorovodične kiseline. Krom-nikalni nehrđajući čelici   tradicionalno se tretiraju u kupelji fluorovodične i dušične kiseline, često i uz dodatak fluorovodične kiseline. Većina legura bakra tretira se u razrijeđenoj sumpornoj kiselini, ali mesing se obrađuje u mješavini koncentrirane sumporne i dušične kiseline pomiješane s natrijevim kloridom i čađom. 
U izradi nakita razrijeđena sumporna kiselina koristi se za uklanjanje sloja bakrovog oksida koji nastaje zagrijavanjem bakra ili srebrnih slitina tijekom tvrdog lemljenja ili otpuštanja. Tradicionalno se koristi razrijeđena kupka (10 %), ali može se zamijeniti limunskom kiselinom, odnosno otopinom stipse te mješavinom alkoholnog octa i soli ili vodik peroksida.

## Elektrolitičko nagrizanje
Elektrolitičko nagrizanje se izvodi u spremniku s kiselom kupkom u kojem je izradak katoda (katodno nagrizanje) ili anoda (anodno nagrizanje). Zbog snažnog razvijanja plinova na površini izratka, iz kupke se lako odvajaju produkti oksidacije i drugi slojevi, osobito ogorine od toplinske obrade, pa je postupak djelotvorniji od kemijskog nagrizanja (dekapiranja). Osobito je elektrolitičko nagrizanje prikladno za čišćenje izradaka od željeza i čelika. 

### Katodno nagrizanje
Pri katodnom nagrizanju kupka je otopina s 10% sumporne kiseline i nešto kositar(II) sulfata. Izvodi se na 60 - 70 °C, uz gustoću struje od 0,08 do 0,1 A/cm2, obično s anodama od olova. Za vrijeme trajanja postupka, kositar koji se izlučuje zaštićuje već očišćena mjesta na izratku od vodikove krtosti. Prije dalje obrade taj se sloj kositra uklanja anodnim otapanjem u kupki s natrijevim karbonatom i trinatrij fosfatom kao elektrolitima. Prednost ovog načina nagrizanja je što se pri tome gubi vrlo malo materijala i kiseline. Nedostatak mu je razmjerno loša raspodjela elektrolita u udubinama katode, pa se upotrebljava samo u predobradi ravnih izradaka. Osim toga, primjena ovog postupka nagrizanja povezana je sa stanovitim rizikom od pojave vodikove krtosti površine njime obređenih izradaka. 

### Anodno nagrizanje
Pri anodnom nagrizanju za elektrolit se upotrebljava, također, sumporna kiselina ili smjesa sumporne i fosforne kiseline. Dakako, tu je gubitak materijala veći, ali se na njima ne može razviti krtost površine. Također je raspodjela elektrolita u udubinama bolja, pa je postupak primjenjiv i u nagrizanju jako profiliranih dijelova. Za vrijeme izvođenja postupka na površini željeznih izradaka nastaje oksidna kožica ravnomjerne debljine, koja ih štiti od jačeg najedanja. Ta se kožica može ukloniti metodama koje se upotrebljavaju za sprečavanje pasivacije.

## Otpadni proizvodi
Talog od nagrizanja otpadni je proizvod, a uključuje kiselu vodu od ispiranja, željezne kloride, metalne soli i otpadne kiseline.  Amarička EPA smatra ove otpadne vode za opasni otpad. Talog nastao nagrizanjem čelika obično se neutralizira vapnom i odlaže na odlagalište otpada jer ga EPA nakon neutralizacije više ne smatra opasnim otpadom. Proces neutralizacije vapnom podiže pH istrošene kiseline. Od 1960-ih mulj nastao nagrizanjem klorovodičnom kiselinom često se tretira u sustavu za regeneraciju klorovodične kiseline. Ostatak i dalje mora biti neutraliziran i odložen u deponije ili se njime treba upravljati kao opasnim otpadom.  Nusproizvodi nagrizanja dušičnom kiselinom mogu se prodati drugim industrijama, poput prerađivača umjetnih gnojiva .

## Alternativni postupci
Tehnologija glatke čiste površine (en. SCS) i ekološki prihvatljivo nagrizanje novije su alternative. U SCS postupku površinska oksidacija uklanja se abrazivom, a postupak ostavlja površinu otpornom na naknadnu oksidaciju bez potrebe za uljnim filmom ili drugim zaštitnim premazom. Kod ekološki prihvatljivog nagrizanja najčešće se koriste organske kiseline i njihove soli.
Alternativne metode uključuju i mehaničko čišćenje poput pjeskarenja, brušenja, četkanja žicom i hidročišćenja. Ove metode uglavnom ne daju tako čistu površinu kao nagrizanje.